# Reformierter Weltbund
Der Reformierte Weltbund (RWB; englisch World Alliance of Reformed Churches) mit Sitz in Genf war eine internationale Gemeinschaft von 215 reformierten Kirchen mit insgesamt 75 Millionen Mitgliedern in 107 Ländern, deren Wurzeln bis auf die von Johannes Calvin, John Knox, Ulrich Zwingli und vielen anderen angeführte Reformation im 16. Jahrhundert sowie auf die früheren Reformbewegungen von Jan Hus und Petrus Valdes zurückgehen. Die meisten von ihnen befinden sich heute in der südlichen Hemisphäre und bezeugen dort das Evangelium. Viele von ihnen gehören in ihren jeweiligen Ländern zur religiösen Minderheit.
Mitte des 19. Jahrhunderts bildeten die Reformierten nur in drei Ländern eine Mehrheit, in der Schweiz, in den Niederlanden und in Schottland. Eine starke Minderheit gab es in Ungarn.
Der Weltbund entstand 1970 in Nairobi als Zusammenschluss einer 1875 gegründeten presbyterianischen (Alliance of the Reformed Churches holding the Presbyterian System) und einer 1891 gegründeten kongregationalistischen (International Congregational Council) Weltorganisation. Die letzten Generalversammlungen fanden 1982 in Ottawa, 1989 in Seoul, 1997 in Debrecen und 2004 in Accra statt.
Generalsekretär (General Secretary) war zuletzt Setri Nyomi, Präsident der amerikanische Pfarrer Clifton Kirkpatrick aus der Presbyterian Church (USA). Im Büro in Genf, das im Gebäude des Ökumenischen Rats der Kirchen untergebracht war, existierten neben dem Generalsekretariat vier Abteilungen: Abteilung für Theologie; Abteilung für Zusammenarbeit und Zeugnis; Abteilung für Partnerschaft von Frauen und Männern; Finanzabteilung; außerdem das Kommunikationsbüro und das Projekt „Mission in Einheit“ (in Kooperation mit dem Internationalen Reformierten John Knox Zentrum).
Leitungsgremium war der Exekutivausschuss, zu dem aus Deutschland Peter Bukowski (Reformierter Bund) gehörte.
Der Weltbund schloss sich am 18. Juni 2010 auf einer Tagung am Calvin College in Grand Rapids (Michigan) mit dem Reformierten Ökumenischen Rat (12 Millionen Mitglieder in 25 Ländern) zur Weltgemeinschaft Reformierter Kirchen zusammen.